# Alimentació per succió
L'alimentació per succió és un mètode d'alimentació que fan servir alguns organismes aquàtics per caçar les preses. És un comportament molt coordinador que consisteix en la rotació dorsal del dermatocrani, l'expansió lateral del suspensor i la depressió del maxil·lar inferior i el hioide. L'alimentació per succió atrapa la presa gràcies a moviments ràpids que provoquen una baixada de la pressió a la cavitat oral, que fa que l'aigua de davant de la boca i les preses que pugui contenir entrin a la cavitat oral. En altres paraules, els organismes que fan servir aquest mètode d'alimentació «xuclen» les preses juntament amb l'aigua en la qual es troben. Es compon de dues fases: l'expansió i la compressió.